# (What's So Funny 'Bout) Peace, Love, and Understanding
(What's So Funny 'Bout) Peace, Love, and Understanding é uma canção dos anos 1970 escrita pelo músico britânico Nick Lowe e gravadana versão mais conhecida por Elvis Costello.
A canção foi originalmente lançada em 1974 no álbum The New Favourites of Brinsley Schwarz pela banda de Lowe, Brinsley Schwarz. Era o b-side de "American Squirm" e foi creditada a Nick Lowe and His Sound. Na época, Lowe era o produtor de Elvis Costello, e ele produziu esta faixa também. Quando a canção se tornou um sucesso, foi rapidamente acoplada como a última faixa da edição estadunidense do álbum Armed Forces, de Costello.